# Lupe Vélezová
Lupe Vélezová (rodným jménem María Guadalupe Villalobos Vélez, nepřechýleně Lupe Vélez; 18. července 1908 San Luis Potosí – 14. prosince 1944 Glendale) byla mexická herečka, zpěvačka a tanečnice. Svou hereckou kariéru zahájila v roce 1927 a během 30. let se stala jednou z nejslavnějších Hollywoodských hvězd, přičemž nejvíce se proslavila osmidílnou filmovou sérií Mexican Spitfire. Již od mládí vedla velmi nespoutaný styl života, plný několika bouřlivých románků i s předními muži filmového průmyslu. Po rozchodu s hercem Haraldem Ramondem však v roce 1944 spáchala sebevraždu.
Vyrůstala v desátých letech v Mexiku během Mexické revoluce, odkud v sedmnácti letech odešla zkusit štěstí do Hollywoodu. Po začátcích u divadla uzavřela smlouvu s filmovým studiem Metro-Goldwyn-Mayer a její herecká kariéra nabrala rychle na obrátkách. Vrcholu své kariéry dosáhla na počátku 30. letech, kdy natáčela jeden film za druhým a také se vdala za herce a sportovce Johnnyho Weissmülera. Bouřlivé manželství však již brzy začalo směřovat k rozvodu a její kariéra začala postupně upadat. Na konci 30. let si však zahrála v úspěšném filmu The Girl from Mexico, které předcházelo dalším sedmi volným pokračováním. Tato série se stala známou jako Mexican Spitfire a Lupe Vélezovou v kariéře opět vynesla na vrchol. Konec série však pro Vélezovou znamenal opět velký kariérní úpadek, který ji společně s otěhotněním a rozchodem dovedl až k sebevraždě. Lupe Vélezová zemřela na předávkování prášky na spaní v prosinci 1944.

## Život

### Mládí
Narodila se 18. července 1908 jako María Guadalupe Villalobos Vélez. Její otec Jacobo Villalobos sloužil jako plukovník v armádě prezidenta – diktátora Porfiria Díaze a její matka Josefína Vélezová byla operní pěvkyně. María se narodila svým rodičům jako čtvrté z pěti dětí, měla tedy dvě starší sestry, jednoho staršího bratra a později i jednu mladší sestru. Když byly Maríi dva roky, vypukla v Mexiku revoluce, která trvala následujících deset let a měla velký dopad na formování její osobnosti. Jak sama Vélezová popsala v roce 1929 v časopise Screen Secrets: během revoluce svého otce doprovázela v mnoha bojích a byla svědkem spousty vojenských akcí, které ji značně „zocelily.“ Její otec ji také vychovával spíše jako chlapce, tudíž měla i ke svému bratrovi blíže než ke svým sestrám. Během revoluce se María setkala také s filmy a herectvím a již v útlém věku po zhlédnutí prvního filmu údajně prohlásila, že se chce stát herečkou. Ve dvanácti letech začala také tajně navštěvovat místní divadla a ohromeně sledovala divadelní prostředí.
Ve třinácti letech ji rodiče poslali studovat do Spojených států do klášterní školy Our Lady of the Lake v San Antoniu, kde se mj. naučila anglicky a nabyla i mnohých tanečních dovedností. O dva roky později však byl její otec zabit v boji, a María se proto vrátila zpět do Mexika, aby pomohla podpořit rodinnou finanční situaci. Brzy si našla práci jako prodavačka v obchodním domě a ze svého výdělku si následně začala platit soukromé hodiny tance. V roce 1924 upoutala svými tanečními schopnostmi pozornost jednoho mexického producenta, který ji nabídl dobře placenou roli v muzikálové revue Ra-Ta-Plan. María také dostala nabídky i na vystupování v revue až argentinském Buenos Aires i na Kubě, ale žádnou z nich nepřijala. Místo toho se objevila v několika mexických krátkometrážních filmech a dál vystupovala, chvíli i jako striptérka, v burleskních show.

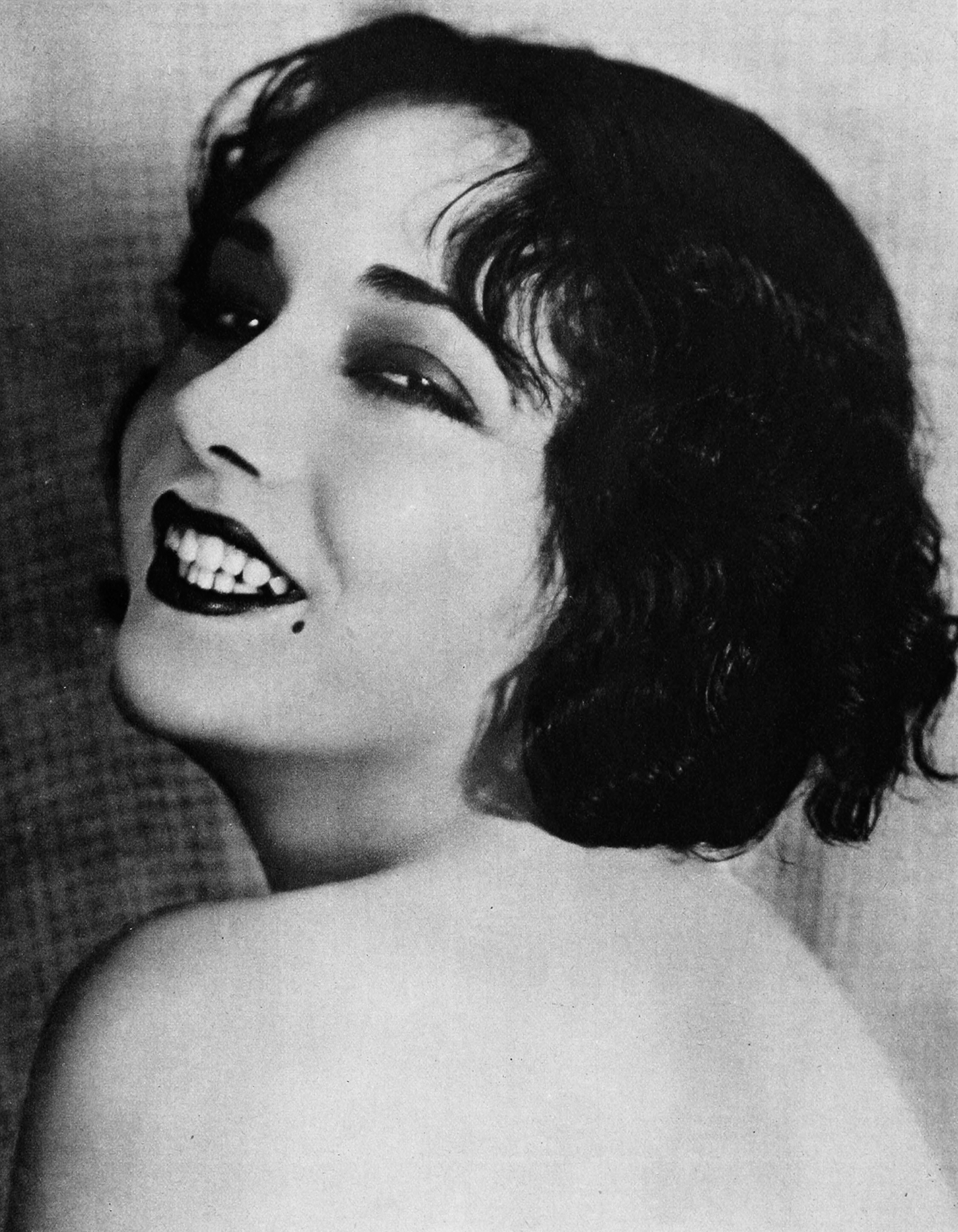
Lupe Vélezová v časopise Photoplay (1928)

### Cesta za slávou
Velký zlom v její kariéře nastal v roce 1925 kdy se na doporučení rodinného přítele Franka Woodwarda setkala se slavným hercem a producentem Richardem Bennettem, který právě sháněl mladou, začínající herečku do své divadelní hry The Dove (Holubice). Na krátkém konkurzu jej Vélezová údajně nadchla a Bennett jí ihned přijal a pozval do Hollywoodu. Lupe byla ze svého úspěchu nadšená, ale imigrační úřady jí jako nezletilé vstup do Spojených států zakázaly. Ihned se proto písemně obrátila na spoustu politiků a nakonec se jí cesta do Spojených států podařila vyjednat. Cestou do Los Angeles ji však okradli a ihned po velmi zpožděném nástupu do divadla ji režisér vyhodil, kvůli příliš mladistvému vzhledu. Bennett se tedy rozhodl do hry obsadit místo ní herečku Dorothy Mackayeovou.
Lupe Vélezová se tak ihned po příjezdu ocitla bez peněz i bez práce, a nakonec vystoupila pouze na benefičním představení organizovaném členy místní dopravní policie. Během něj však zapůsobila na slavný sourozenecký taneční pár Franchon a Marco, který jí nabídl hlavní roli tanečnice v jejich nadcházející revue v místním Music Box Theatre (nyní The Fonda Theatre). Music Box Revue měla premiéru 2. února 1927, avšak nebyla příliš úspěšná a vydržela pouze devět týdnů. Vélezové se ale podařilo zapůsobit na svou slavnější kolegyni Fanny Briceovou, která zkontaktovala významného broadwayského producenta Florenze Ziegfelda a doporučila mu ji pro jednu z jeho show. Ziegfeld tedy Vélezové nabídl šestnáctitýdenní angažmá v revue Rio Rita, ale ta jej odmítla z důvodu jiné nabídky od filmového studia Hal Roach Studios smluvně vázaného na studio Metro-Goldwyn-Mayer (MGM).
Ve stejné době totiž na Vélezovou narazil hledač talentů Harry Raph od studia MGM, který ji pozval na kamerovou zkoušku. Vélezová jej kvůli Ziegfeldově nabídce nejprve odmítla, ale nakonec se nechala přemluvit a na zkoušce, kde byl přítomen i významný producent Hal Roach, uspěla. Roach s ní nakonec uzavřel smlouvu a Vélezová se brzy objevila ve dvou krátkometrážních komediích What Women Did for Me a Sailors, Beware! (oba 1927). Tehdy na ni narazil další talentový agent, Ted Reed, který pracoval pro herce Douglase Fairbankse, jednoho z nejslavnějších herců své doby. Fairbanks tou dobou hledal mladou herečku do role ve svém dalším filmu a Lupe Vélezovou shledal ideální adeptkou. Po uzavření smlouvy se studiem United Artist, jehož byl Fairbanks zakládajícím členem, si Vélezová zahrála svou první hlavní roli ve filmu The Gaucho (1927). Studio zároveň zahájilo i reklamní kampaň na propagaci své nové hvězdy, Vélezová se však ohradila proti obvyklému postupu publikování fiktivních příběhů a trvala na své skutečné verzi.

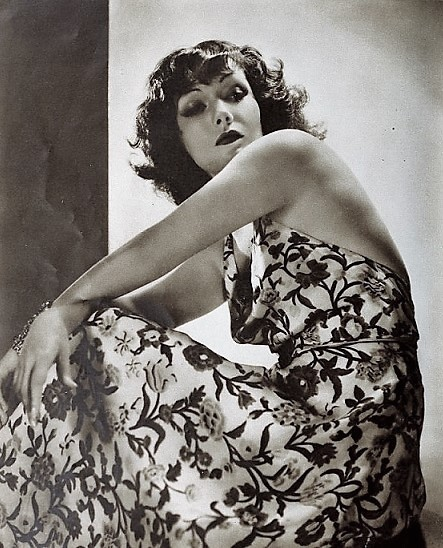
Lupe Vélezová v roce 1933

### Hollywoodská hvězda
Role v The Gaucho vynesla Lupe Vélezovou velmi rychle mezi hollywoodskou elitu a její herecká kariéra nabrala na obrátkách. Rázem se stala také sexsymbolem a díky mexickému původu začala být, podobně jako její herecká kolegyně Dolores del Río, obsazována do rolí exotických krásek. V roce 1928 natočila romantické drama Stand and Deliver (1928) s další slavným hercem Rodem La Rocquem. a ve stejném roce byla zvolena jednou ze třinácti tzv. WAMPAS Baby Stars, mladých hereček, pravděpodobně stojících na prahu úspěšné kariéry, což jí přineslo další vlnu publicity. Následně byla obsazena do svého nejprestižnějšího snímku, nazvaného Dáma z dlažby (1929). Film slavného režiséra D. W. Griffitha, kde Vélezová ztvárnila barovou zpěvačku, se však kvůli experimentálnímu pojetí zvuku potýkal s velkou kritikou. Producent Joe Schenck proto Vélezovou poslal na celonárodní divadelní turné, aby se neúspěšný film pokusila zastínit stejnojmennou divadelní hrou. Po návratu začala natáčet romantický western Volání vlků (1929), při kterém se setkala s hercem Garym Cooperem, který hrál hlavní roli. Vélezová s ním ihned navázala romantický vztah, který jim nakonec vydržel dokonce tři roky.
Ve dvaceti letech dosáhla Lupe Vélezová téměř vrcholu své kariéry a začala být velmi žádaná. Studio United Artists ji tedy začalo propůjčovat i ostatním studiím, jak bylo v tehdejším systému zvykem. Jako první si ji pronajalo studio Metro-Goldwyn-Mayer, kde ji obsadili do romantického dramatu Siamský tygr (1929) a do konce roku 1929 si stihla zahrát i ve svém prvním kompletně zvukovém filmu Růže z Kanady u studia Warner Bros. Do třicátých let Lupe Vélezová vstoupila jako jedna z nejpopulárnějších hereček v Hollywoodu, natáčela jeden film za druhým a pravidelně se objevovala i na obálkách nejprestižnějších časopisů. Jejím prvním filmem v nové dekádě se stalo romantické drama Rudé perly (1930) a následujících pět filmů natočila u studia Universal Pictures.
V roce 1931 se začal její vztah s Garym Cooperem pomalu rozpadat. Cooperovi rodiče mu plánovanou svatbu s Vélezovou zamítli, načež s ním Vélezová ukončila vztah a zprávu veřejně prohlásila do tisku: „Coopera jsem odmítla, protože si jeho rodiče nepřáli, aby si mě vzal a jelikož studio se domnívalo, že by náš sňatek mohl poškodit jeho kariéru.“ O dva roky později se Lupe Vélezová provdala za sportovce a herce Johnnyho Weissmüllera. Jejich bouřlivé manželství nakonec trvalo šest let a třikrát se během něj rozešli. Po každém odloučení také Vélezová podala žádost o rozvod, z důvodu fyzického i duševního násilí, pokaždé však žádost stáhla.
V první polovině třicátých let natáčela průměrně čtyři filmy ročně a její kariéra i nadále stála na ztvárňování exotických rolí. Mezi její nejúspěšnější filmy z první poloviny 30. let patří například krimi drama East Is West s Edwardem G. Robinsonem (1930), Squaw Man (1931) s Warnerem Baxterem nebo Resurrection (1931), který natočila i ve španělské verzi. V roce 1932 si však dala od filmování krátkou pauzu a odcestovala do New Yorku, kde se objevila v jedné ze Ziegfedových revue s názvem Hot-Cha!. V roce 1933 nakonec natočila jen dva snímky a vrátila se zpět na broadwayská jeviště, kde se objevila v další revue Strike Me Pink s Jimmym Durantem. S Durantem se posléze objevila i ve třech následujících filmových komediích Palooka, Strictly Dynamite a v její nejslavnější muzikálové komedii Hollywood Party (1934), kde se objevila společně se slavným duem Laurelem a Hardym. Přestože Vélezová měla za sebou spoustu úspěšných filmů, studio jí neprodloužilo smlouvu a několik příštích let tak strávila jako herečka na volné noze, pracující pro různá studia.

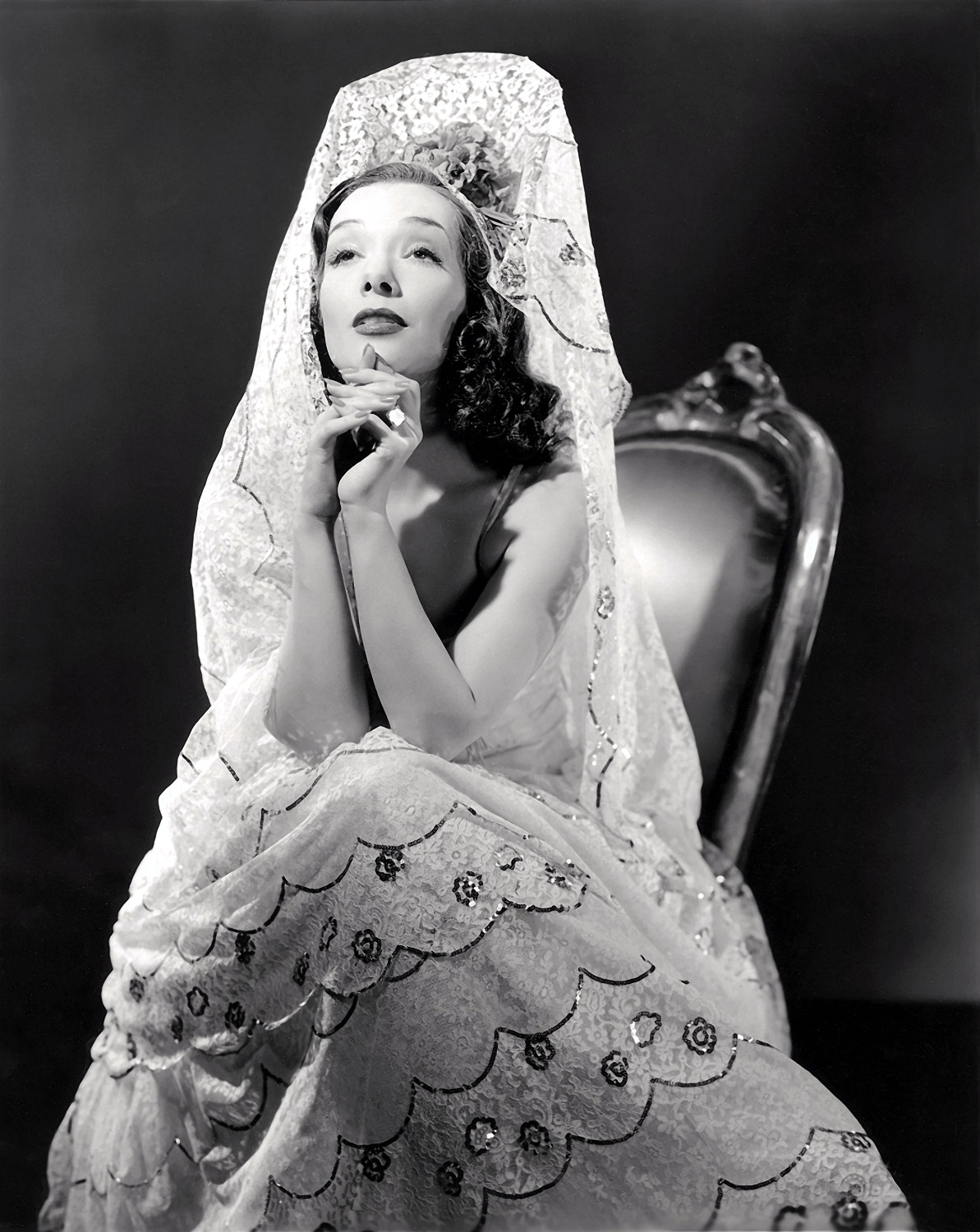
Lupe Vélezová na propagační fotografii k filmu Mexican Spitfire (1940)

### Krátký odchod do Evropy a sérieMexican Spitfire
Na počátku roku 1935 opět požádala o rozvod a následně odcestovala do Anglie, kde měla větší šanci na finanční úspěch. Jejím prvním evropským filmem se stala komedie The Morals of Marcus (1935), na které navázala další komedií Gypsy Melody (1936). O rok později se vrátila zpět do Spojených států a podařilo se jí uzavřít smlouvu se studiem RKO Pictures, kde se následně uvedla v další komedii High Flyers (1937). Na krátkou dobu také obnovila svou divadelní kariéru, avšak v roce 1938 ji po muzikálu You Never Know natrvalo ukončila. Show předčasně ukončil spor mezi Vélezovou a její kolegyni Libby Holmanovou, kterou Vélezová během vystupování v New Havenu praštila do obličeje. Téhož roku se Vélezová vrátila zpět do Mexika, kde si zahrála ve svém prvním mexickém filmu La Zandunga (1938). Snímek byl poměrně úspěšný a Vélezová byla v Mexiku svými fanoušky vřele přijata. Po úspěchu s La Zandunga jí byly nabídnuty další čtyři mexické filmy, Vélezová se ale vrátila do Spojených států ke studiu RKO.
V roce 1939 byla spolu s Leonem Errolem a Donaldem Woodsem obsazena do „béčkového“ filmu The Girl from Mexico. Ačkoli byl snímek nízkorozpočtový, stal se velkým hitem a předznamenal tak dalších osm podobných filmů, ze kterých se nakonec stala série známá jako Mexican Spitfire (Mexický Spitfire). Lupe Vélezová v sérii ztvárňovala mexickou zpěvačku Carmelitu Lindsayovou provdanou za reklamního manažera v podání Donalda Woodse a série pro ni znamenala velký kariérní i finanční vzestup. Vélezová se tak rázem stala největší latinskoamerickou hvězdou v Hollywoodu. Kromě filmů ze série Mexican Spitfire si na počátku 40. let zahrála i v dalších filmech jako například v komedii Six Lessons from Madame La Zonga (1941), Honolulu Lu (1941) nebo Redhead from Manhattan (1943). V roce 1943 začala popularita série Mexican Spitfire postupně klesat, jelikož studiu začaly docházet originální nápady. Téhož roku tedy sérii zakončil snímek Mexican Spitfire's Blessed Event. Lupe Vélezová se následně objevila ve filmu Ladies' Day, který se také nesl v duchu Mexican Spitfire. Po něm se však rozhodla odcestovat zpět do Mexika, kde se objevila ve svém posledním filmu Nana (1944). Následně se vrátila zpět do Spojených států a měla v plánu obnovit svou divadelní kariéru.

### Smrt
V 1944 si mj. začala románek s rakouským hercem Haraldem Ramondem, se kterým otěhotněla. V listopadu téhož roku se zasnoubili, avšak 10. prosince Vélezová zasnoubení zrušila a pár se rozešel. O tři dny později, večer 13. prosince Vélezová povečeřela se dvěma přáteli: herečkou Estelle Taylor a Venitou Oakieovou. V časných ranních hodinách, krátce před spaním užila 75 pilulek s látkou sekobarbital, které následně zapila sklenkou Brandy. Ráno ji objevila její sekretářka Beulah Kinderová, která nalezla také krátký vzkaz adresovaný jejímu bývalému snoubenci Haraldu Ramondovi.
Pohřeb Lupe Vélezové se konal 21. prosince 1944 ve Forest Lawn Memorial Park v Los Angeles, po kterém bylo její tělo převezeno vlakem do Ciudad de México, kde 27. prosince proběhla druhá bohoslužba. Její tělo bylo následně pohřbeno na hřbitově Panteón Civil de Dolores.

## Vliv a Vystupování

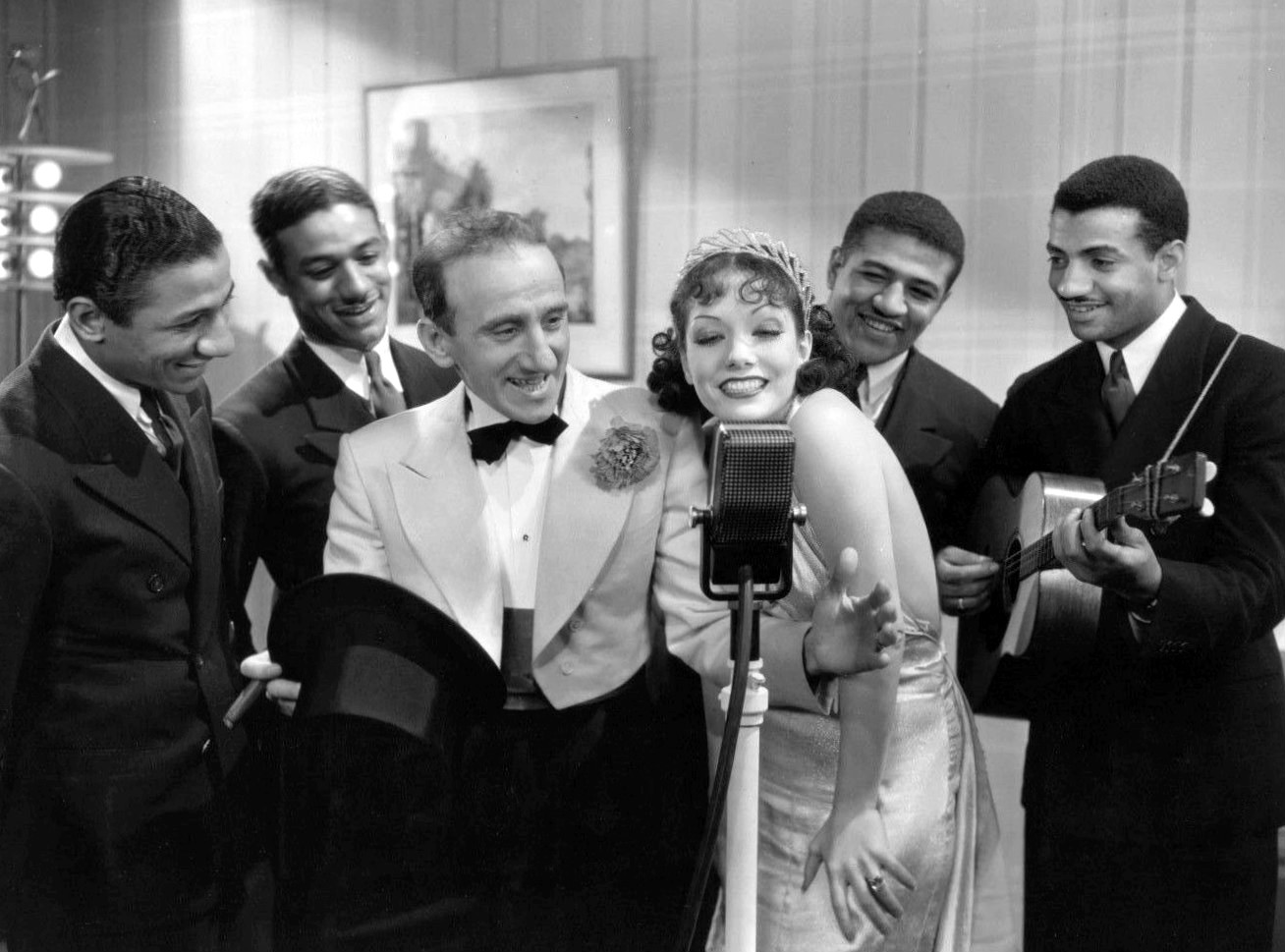
Lupe Vélezová s Jimmym Durantem a kapelou Mills Brothers ve filmu Strictly Dynamite (1934)

### Osobnost
Lupe Vélezová zobrazovala na stříbrném plátně obvykle vznětlivé, sebevědomé a chtivé ženy, které byly úzce spjaty s její skutečnou povahou a veřejným vystupováním. Často byla proto nazývána nejrůznějšími přezdívkami jako například „Mexican Spitfire“ (Mexický Spitfire), „The Mexican It girl“ (Mexická It girl) nebo „Whoopee Lupe“ (Rozverná Lupe). Vélezová také často nosila křiklavé oblečení a snažila se upoutat co nejvíce pozornosti. O její divoké povaze svědčí též mnoho krátkých, bouřlivých románků, doprovázených spoustou skandálů, které často plnily bulvární média. Vélezová se však proti veřejném obrazu své nekontrolovatelné povahy ohrazovala a argumentovala, že je pouze sama sebou a snaží se nikoho nenapodobovat.
Vélezová byla známá i svou agresí vůči ostatním hereckým kolegyním, které považovala za soupeřky a konkurentky. Tuto zvyklost si údajně vypěstovala již při svých hereckých začátcích u estrádních revue. Za svou největší konkurentku považovala svou mexickou kolegyni Dolores del Río, která vždy vystupovala jako elegantní a zdrženlivá žena aristokratického původu. I na veřejných setkáních na ni vždy slovně útočila a často ji také ironicky napodobovala. Mezi její další velké rivalky patřily například herečky jako Marlene Dietrichová, o které se domnívala, že měla poměr s jejím přítelem Garym Cooperem a také Lilyan Tashmanová nebo Libby Holmanová. Během spousty večírků se však pokoušela zesměšnit i další slavné herečky jako Gretu Garbo, Fanny Briceovou, Glorie Swansonovou, Katharine Hepburnovou, Simone Simonovou či Shirley Templeovou.

### Vztahy a manželství
| „                                                           | „Sex byla její hra a hrála ji na pódiu i mimo něj. Dokázal jsem si poradit s dotyky i jejíma toulavýma rukama a podařilo se mi jí uniknout, ale nebylo to snadné. | “ |
| — Edward G. Robinson ve své autobiografii All My Yesterdays | |   |

Brzy po příchodu do Spojených států a začátku herecké kariéry si Vélezová údajně začala románky s herci jako Tomem Mixem, Charliem Chaplinem i Clarkem Gablem. První vážnější vztah prožila s hercem Garym Cooperem, jako obyčejně byl však bouřlivý a plný hádek i fyzického násilí a po třech letech jej Cooper definitivně ukončil na příkaz své matky, která nesouhlasila s jejich plánovanou svatbou. Téhož roku se Vélezová podruhé zasnoubila, s hercem Johnem Gilbertem, který však vztah v roce 1932 ukončil a dal přednost usmíření se s jeho dosavadní manželkou Iny Claireovou.

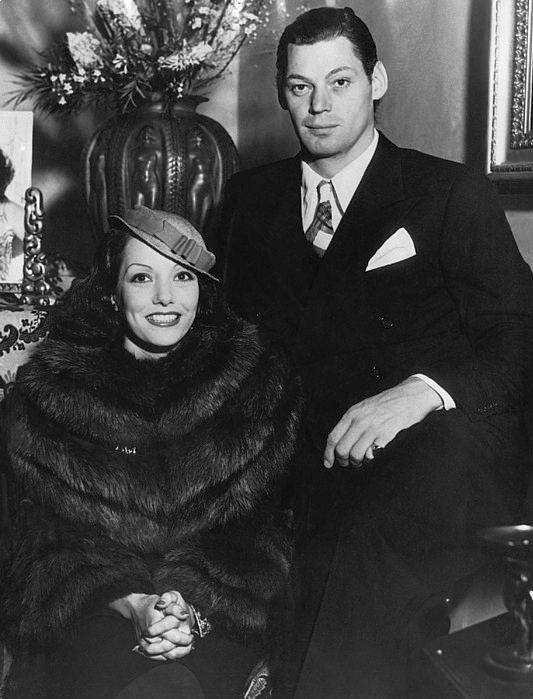
Lupe Vélezová se svým manželem Johnnym Weissmüllerem v roce 1933

Nedlouho poté se Lupe Vélezová setkala s hercem Johnnym Weissmüllerem, za kterého se 8. října 1933 nakonec provdala. Opět se však brzy objevily zprávy o domácím násilí a po deseti měsících manželství Vélezová poprvé požádala o rozvod. Kvůli následnému usmíření stáhla i svou druhou žádost, avšak třetí žádost, kterou podala v srpnu 1939 skončila nakonec rozvodem. Brzy po ukončení manželství se znovu zasnoubila s dalšími muži jako například s hercem Guinnem Williamsem i se spisovatelem Erichem Maria Remarquem. Během 40. let jsou známé i její další románky s boxery Jackem Johnsonem a Jackem Dempseym nebo hercem Arturo de Córdovou. V závěru života navázala intimní vztah s hercem Haraldem Ramondem, se kterým také otěhotněla. Po jejich rozchodu však spáchala sebevraždu.

## Konspirační teorie o úmrtí
Oficiální rozhodnutí koronera znělo, že Lupe Vélezová spáchala sebevraždu, aby se vyhnula ponížení z porodu nemanželského dítěte. Mnoho autorů však tento motiv zpochybnilo.
Profesorka Rosa-Linda Fregosová se v knize Myry Mendibleové From Bananas to Buttocks: The Latina Body in Popular Film and Culture věnuje verzi, že Vélezová v posledním roce svého života často trpěla depresemi a její smrt mohla být důsledkem neléčené duševní nemoci jako například bipolární poruchy. Proti oficiální verzi argumentuje, že Vélezová byla známá svým vzdorem vůči soudobým morálním konvencím a tudíž je nepravděpodobné, že by se s narozením nemanželského dítěte nedokázala smířit.
Autor a režisér Robert Slatzer tvrdil, že s Lupe Vélezovou udělal pár týdnů před její smrtí rozhovor, ve kterém se mu údajně svěřila, že je těhotná s Garym Cooperem, který však dítě odmítl uznat za vlastní, protože věřil, že otcem je Harald Ramond. Slatzer se po smrti Vélezové zeptal Coopera a ten mu údajně sdělil, že je možné, že mohl být otcem dítěte. Slatzer také tvrdil, že dělal rozhovor s herečkou Clarou Bowovou, které ve 20. letech s Cooperem chodila a která mu údajně sdělila, že nevěřila, že otcem dítěte byl Harald Ramond. Podle Slatzera byla také přesvědčena, že se Vélezová pokusila přimět Ramona, aby si ji vzal, čímž by ochránil Cooperovu pověst. Biografka Michelle Vogelová ve své knize Lupe Velez: The Life and Career of Hollywood's "Mexican Spitfire" též spekuluje, že Vélezovou mohlo k sebevraždě dohnat Cooperovo odmítnutí a fakt, že by musela dítě vychovávat sama. Fakt, že otcem dítěte je Gary Cooper je naznačován i v knize Tarzan, My Father od Johnnyho Weissmüllera Jr., syna bývalého manžela Lupe Vélezové.
S další teorií o záhadném úmrtí Lupe Vélezové přichází v knize Hollywood Babylon filmař a spisovatel Kenneth Anger. Podle něj chtěla Vélezová svou sebevraždu pouze zinscenovat, avšak prášky na spaní se nesnesly s kořením, kterým měla ochucenou večeři v důsledku čehož se jí udělalo těžko. Po příchodu do koupelny však uklouzla a spadla hlavou do záchodu, kde se následně utopila. Ačkoli tato verze zcela odporuje oficiálním závěrům, příběh se pro svůj komický tón stal známý hlavně po odvysílání pilotního dílu televizního sitcomu Frasier. Stejná historka je zmíněna také v jednom díle seriálu Simpsonovi i ve skladbě „I Wanna OD“ od glam rockové kapely Demolition Doll Rods. Tuto teorii však vyvrací autorka Michelle Vogelová, která poukazuje na velmi rychlé účinky sekobarbitalu a to i po užití malého množství. Po tak velké dávce, kterou Vélezová zkonzumovala, pro ni bylo téměř nemožné, aby dokázala vstát z postele, natož dostat se do koupelny. V roce 2013 byla také poprvé zveřejněna policejní fotografie jejího těla, nalezeného na podlaze v ložnici.

## Filmografie

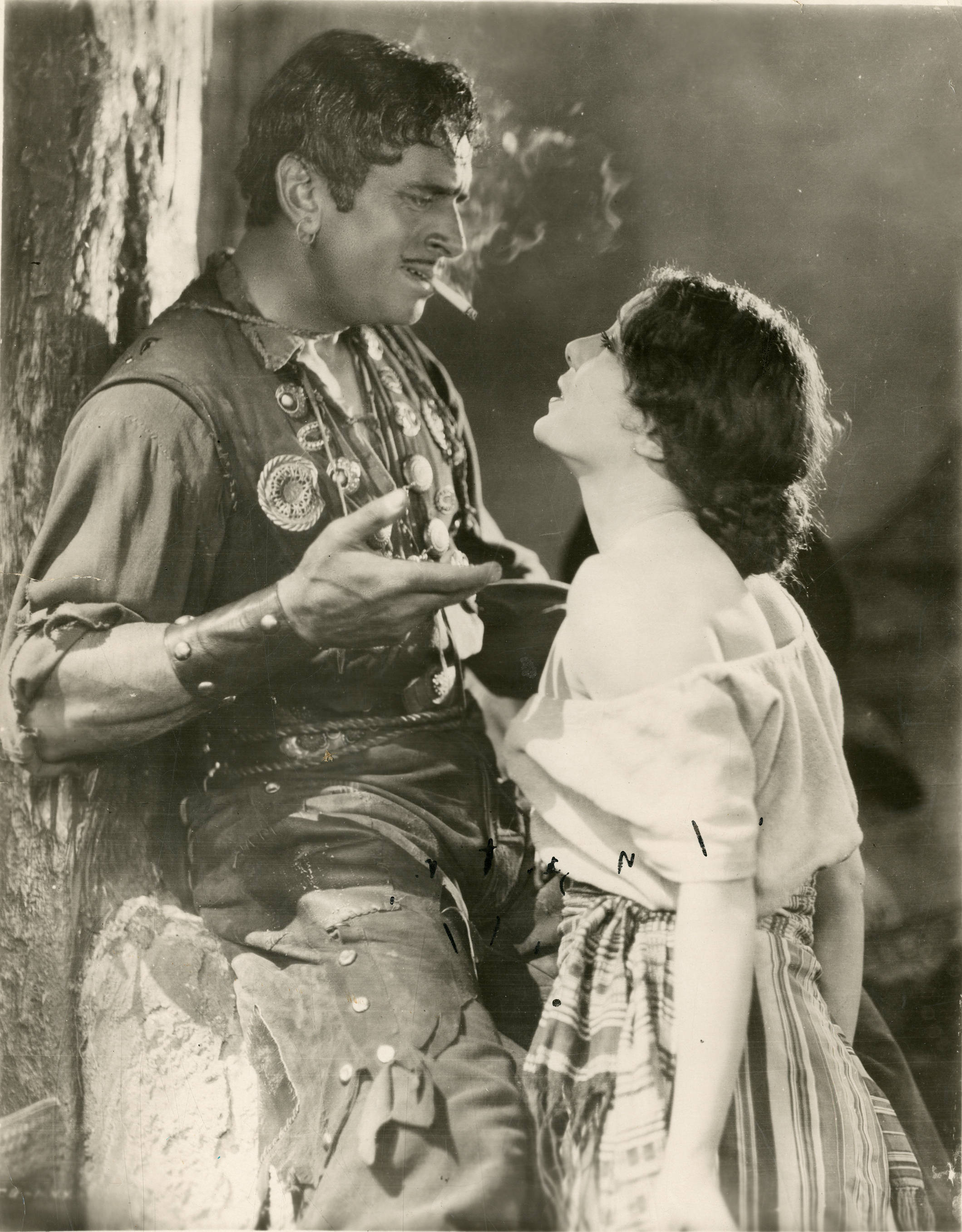
S Douglasem Fairbanksem ve filmu The Gaucho (1927)

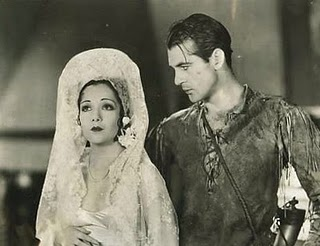
S Garym Cooperem ve filmu Volání vlků (1929)

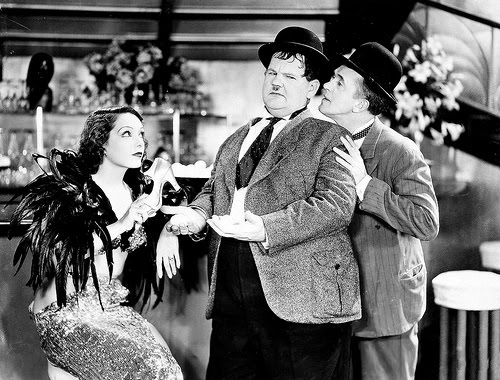
S Laurelem a Hardym ve filmu Hollywood Party (1934)

Kompletní filmografie podle filmových databází ČSFD, IMDb a AFI.
Krátkometrážní filmy
- 1927 What Women Did for Me (režie James Parrott) – Krátkometrážní film
- 1927 Sailors Beware (režie Fred Guiol) – Krátkometrážní film

Celovečerní filmy
- 1927 The Gaucho (režie F. Richard Jones)
- 1928 Stand and Deliver (režie Donald Crisp)
- 1929 Dáma z dlažby (režie D. W. Griffith
- 1929 Volání vlků (režie Victor Fleming)
- 1929 Siamský tygr (režie Tod Browning)
- 1929 Růže z Kanady (režie George Fitzmaurice)
- 1930 Rudé perly (režie Henry King)
- 1930 Dvou srdcí spor (režie William Wyler)
- 1930 East Is West (režie Monta Bell)
- 1930 Oriente es Occidente (režie George Melford a Enrique Tovar Ávalos)
- 1931 Resurrection (režie Edwin Carewe)
- 1931 Resurrección (režie Eduardo Arozamena a David Selman)
- 1931 The Squaw Man (režie Cecil B. DeMille)
- 1931 The Cuban Love Song (režie W. S. Van Dyke)
- 1932 Hombres de mi vida (režie Eduardo Arozamena a David Selman)
- 1932 The Broken Wing (režie Lloyd Corrigan)
- 1932 Kongo (režie William J. Cowen)
- 1932 The Half Naked Truth (režie Gregory La Cava)
- 1933 Hot Pepper (režie John G. Blystone)
- 1933 Mr. Broadway (režie Edgar G. Ulmer a Johnnie Walker)
- 1934 Palooka (režie Benjamin Stoloff)
- 1934 Laughing Boy (režie W. S. Van Dyke)
- 1934 Strictly Dynamite (režie Elliott Nugent)
- 1934 Hollywood Party (7 různých režisérů)
- 1935 The Morals of Marcus (režie Miles Mander)
- 1936 Gypsy Melody (režie Edmond T. Gréville)
- 1937 High Flyers (režie Edward F. Cline)
- 1938 La zandunga (režie Fernando de Fuentes)
- 1938 Stardust (režie Melville W. Brown)
- 1941 Six Lessons from Madame La Zonga (režie John Rawlins)
- 1941 Honolulu Lu (režie Charles Barton)
- 1941 Playmates (režie David Butler)
- 1943 Ladies' Day (režie Leslie Goodwins)
- 1943 Redhead from Manhattan (režie Lew Landers)
- 1944 Naná (režie Roberto Gavaldón a Celestino Gorostiza)

Série Mexican Spitfire
- 1939 The Girl from Mexico (režie Leslie Goodwins)
- 1940 Mexican Spitfire (režie Leslie Goodwins)
- 1940 Mexican Spitfire Out West (režie Leslie Goodwins)
- 1941 The Mexican Spitfire's Baby (režie Leslie Goodwins)
- 1942 Mexican Spitfire at Sea (režie Leslie Goodwins)
- 1942 Mexican Spitfire Sees a Ghost (režie Leslie Goodwins)
- 1942 Mexican Spitfire's Elephant (režie Leslie Goodwins)
- 1943 Mexican Spitfire's Blessed Event (režie Leslie Goodwins)